# Рыбин, Александр Сергеевич
Александр Сергеевич Рыбин (11 октября 1983, Кимры, Калининская область, РСФСР — 6 января 2024 года, Ростовская область, Россия) — российский журналист, писатель, путешественник. 

## Биография
Родился в городе Кимры Калининской область РСФСР. Окончил филологический факультет Тверского Государственного Университета, специальность «журналистика», Дальневосточное отделение Российской академии наук, специальность «этнография». В разные годы жил и работал в разных регионах России: Томск, ЯНАО, Владивосток, Москва, ХМАО, Иркутская область, Санкт-Петербург, жил в Центральной Азии и на Ближнем Востоке. Постоянно переезжал, вел образ жизни «современного кочевника». Внештатно сотрудничал с рядом российских изданий: Lenta.ru, Gazeta.ru, Русский репортер, rabkor.ru, информационным агентством fergana.media, таджикским изданием «Бизнес и политика». Освещал вооруженные конфликты на Ближнем Востоке и в Центральной Азии непосредственно с места событий. В 2017 году стал победителем конкурса международников, организованного РСДМ, в номинации «лучший репортаж», в 2018—2019 годы входил в число финалистов конкурса.

## Литературная деятельность
Печатался в журналах «Нева», «Дарьял», «Сибирские Огни», «Дружба Народов», «Звезда», «День и ночь», «Крещатик». Произведения Александра Рыбина входили в лонг-лист премии «Неформат», Бунинской премии и премии имени В.П. Астафьева (2008), в 2012 году его повесть «Современный кочевник» вошла в лонг-лист премии «Дебют».  В 2021 году вошел в число соискателей литературной премии «Большая книга» с повестью «Царство Пунтленд».